# جيرارد بيرن
جيرارد بيرن (بالإنجليزية: Gerard Byrne)‏ هو موضح علمي ‏ أيرلندي، ولد في 29 مارس 1958 في دبلن في جمهورية أيرلندا.

## وصلات خارجية
- الموقع الرسمي